# Baby Come On
Baby Come On è il secondo singolo ad esser stato pubblicato in America dalla band punk +44 il 19 febbraio 2007.
In seguito è stato pubblicato un disco promozionale che può essere trovato su siti web come ad esempio eBay.
Per questo singolo non è stato fatto alcun video, a differenza del precedente, e probabilmente è stata questa la causa della sua scarsa trasmissione via radio e della sua mancata progressione in classifica.
Esiste anche una versione acustica di questo brano nell'album When Your Heart Stops Beating (come traccia bonus) e nell'album "Punk Goes Acoustic 2".

## Tracce
1. Baby Come On - 2:46 (+44)